# اللجنة الملكية للتحقيق في نظام الدم في كندا
كارثة الدم الملوث، أو فضيحة الدم الملوث، كانت أزمة صحية عامة في كندا في الثمانينات تعرض خلالها الآلاف من الأشخاص للإصابة بفيروس نقص المناعة البشرية وفيروس التهاب الكبد C من خلال منتجات الدم الملوثة. أصبح من الواضح أن الدم غير المصفى بشكل كافٍ، والذي كان في الغالب يأتي من الفئات عالية المخاطر، كان يدخل النظام عبر عمليات نقل الدم. تعتبر الآن هذه الحادثة أكبر كارثة صحية عامة قابلة للوقاية في تاريخ كندا.
تُعد لجنة التحقيق في نظام الدم في كندا، والمعروفة أكثر بلجنة كريفر أو تحقيق كريفر، لجنة ملكية للتحقيق في فضيحة الدم الملوث، التي كانت تدرس كيفية سماح الصليب الأحمر الكندي والحكومات الإقليمية والفدرالية بدخول الدم الملوث إلى النظام الصحي.
أُسست اللجنة من قبل الحكومة الكندية في أكتوبر 1993 وترأسها القاضي هوراس كريفر، وتعتبر لجنة كريفر واحدة من أبرز التحقيقات العامة في تاريخ كندا، ورُؤيَت على أنها جلبت الفضيحة إلى الواجهة العامة.
أُصيب أكثر من 30,000 كندي بفيروس التهاب الكبد C بين عامي 1980 و 1990، كما أُصيب حوالي 2,000 كندي بفيروس نقص المناعة البشرية بين عامي 1980 و 1985. وتوفي حوالي 8,000 من الذين تلقوا الدم الملوث أو من المتوقع أن يموتوا نتيجة لذلك. كما تم إرسال بعض منتجات الدم إلى الخارج، مما أدى إلى إصابة أشخاص في اليابان وألمانيا وبريطانيا.

## الخلفية والأزمة
منذ الأربعينيات، كان توفير الدم في كندا مسؤولية كبيرة على عاتق جمعية الصليب الأحمر الكندي. كانت هذه الهيئة الخيرية المستقلة تقدم الدم المتبرع به إلى المستشفيات، أو إذا كان الدم قد تجاوز تاريخ صلاحيته، كانت تُرسله إلى مختبرات كونوت، الناتج الرئيسي لمنتجات الدم في كندا. كانت كونوت في البداية شركة غير ربحية تديرها جامعة تورنتو؛ ولكن بحلول الثمانينيات، تم بيعها إلى القطاع الخاص. كان الصليب الأحمر الكندي يحدد معايير الصحة والسلامة في جمع واختبار وتخزين وتوزيع الدم ومكوناته حتى عام 1989.
في عام 1981، أُنشئت اللجنة الكندية للدم من قبل وزراء الصحة في المقاطعات، وتم تمويل خدمة نقل الدم التابعة للصليب الأحمر.
في عام 1984، بدأ بعض بنوك الدم الكبرى في الولايات المتحدة باستخدام اختبار جديد يسمى "اختبار البدائل" للكشف عن التهاب الكبد ب، الذي يُعد مؤشرًا على فيروس الإيدز. ومع ذلك، لم يتبع الصليب الأحمر الكندي هذا الإجراء. ولم يبدأ الصليب الأحمر في اختبار الدم المتبرع به للكشف عن فيروس الإيدز إلا في عام 1985؛ وفي هذه الأثناء، دخل فيروس آخر إلى نظام الدم: فيروس التهاب الكبد C.
في نوفمبر 1985، بدأ الصليب الأحمر الكندي في اختبار جميع الدماء المتبرع بها للكشف عن وجود الأجسام المضادة المرتبطة بفيروس الإيدز. في عامي 1986 و1987، على الرغم من معالجة مركّز العامل الثامن بالحرارة لقتل فيروس الإيدز، إلا أن المعالجة كانت معيبة، وأصيب سبعة أطفال. طالبت جمعية الهيموفيليا الكندية بسحب المنتج، لكن الصليب الأحمر رفض ذلك. وفقًا لتقديرات، حدث حوالي 133 حالة من انتقال فيروس الإيدز عبر منتجات الدم بين مارس ونوفمبر 1985. علاوة على ذلك، تم توفير اختبار للكشف عن فيروس التهاب الكبد C في عام 1986، ولكن لم يبدأ الصليب الأحمر في استخدامه على الدم المتبرع به إلا في عام 1990. وبحلول ديسمبر 1989، كان حوالي 1,250 كنديًا، العديد منهم مصابون بالهيموفيليا، قد ثبت إصابتهم بفيروس الإيدز عبر منتجات الدم.
بمجرد أن أصبح مدى انتشار العدوى نتيجة لهذه الكارثة معروفًا، فشل الصليب الأحمر في تتبع الأشخاص الذين تلقوا الدم الملوث لكي يتلقوا العلاج ويتجنبوا نقل الفيروسات للآخرين.

## التحقيق
في نوفمبر 1992، بدأت لجنة برلمانية تُسمى "اللجنة الفرعية لمشاكل الصحة في مجلس العموم" في فحص فضيحة الدم الملوث. وفي مايو 1993، وبعد الاستماع إلى أكثر من 30 شاهدًا، أوصت اللجنة بإجراء تحقيق شامل. وكذلك، في 16 سبتمبر 1993، أوصى وزراء الصحة الفيدراليين والإقليميين والمحليين، باستثناء وزير الصحة في كيبك، بتأسيس تحقيق عام. في نفس الشهر، أعلن حكومة كندا عن تحقيق شامل بتكلفة 2.5 مليون دولار كندي في أزمة الدم الملوث.
صدر أمر مجلس الوزراء رقم 1993-1879 في 4 أكتوبر 1993، وتم إنشاء لجنة التحقيق في نظام الدم في كندا في 27 أكتوبر، بتعيين القاضي هوراس كريفر رئيسًا لها.
كان هدف التحقيق هو "مراجعة وتقديم تقرير حول تفويض وتنظيم وإدارة وعمليات وتمويل وتنظيم جميع أنشطة نظام الدم في كندا، بما في ذلك الأحداث المتعلقة بتلوث نظام الدم في كندا في أوائل الثمانينيات." كان من المفترض أن يتم تحقيق ذلك من خلال فحص "تنظيم وفعالية الأنظمة السابقة والحالية التي تهدف إلى توفير الدم ومنتجات الدم في كندا؛ الأدوار والآراء والأفكار للمجموعات المعنية؛ وهياكل وتجارب البلدان الأخرى، خاصة تلك التي لديها أنظمة اتحادية مشابهة".
وكانت اللجنة ستخوض معارك قانونية مع الحكومة الفيدرالية، خاصة فيما يتعلق بحقها في تسمية الأشخاص الذين فشلوا في أداء واجباتهم علنًا. وفي هذه العملية، أعادت اللجنة تعريف دور التحقيقات العامة في كندا.

### جلسات الاستماع
استغرقت الجلسات الأولية والعامة في التحقيق أكثر من عامين. استمعت اللجنة إلى 474 شخصًا و89 تقديمًا كتابيًا.
عُقدت الجلسات التنظيمية في أوتاوا، أونتاريو، في 22 و23 نوفمبر 1993. في تلك الجلسات، مُنحت الصفة الرسمية للأطراف التالية::6
- الصليب الأحمر;
- وكالة الدم الكندية;
- حكومات كندا وتسع مقاطعات والأقاليم;
- مختبرات كونوت;
- شركة مايلز كندا (التي أصبحت لاحقًا شركة باير);
- تسع منظمات، بما في ذلك جمعية الهيموفيليا الكندية وجمعية الإيدز الكندية، التي تمثل الأشخاص الذين أصيبوا بفيروس الإيدز أو التهاب الكبد C عبر الدم أو مكوناته أو منتجاته، بالإضافة إلى آخرين مهتمين بتلوث إمدادات الدم في الثمانينيات.

أُجريت المرحلة الأولى من الجلسات العامة بين فبراير وديسمبر 1994 في كل المقاطعات باستثناء جزيرة الأمير إدوارد، حيث تم الاستماع إلى الأدلة في هاليفاكس، نوفا سكوشا. بالإضافة إلى المصابين أو أفراد عائلاتهم، شمل الشهود في هذه المرحلة موظفين من مراكز دم الصليب الأحمر المحلية، ومسؤولين من الحكومات الإقليمية، وممثلين من منظمات المجتمع والأيدز؛ إجمالاً، شهد 315 شخصًا خلال المرحلة الأولى من الجلسات العامة.:7
تناولت المرحلة الثانية من الجلسات العامة قضايا وطنية أوسع تتعلق بالإجراءات والعلاقات التاريخية للمشاركين في نظام الدم الكندي. عُقدت هذه الجلسات في تورونتو، أونتاريو، بين مارس ونوفمبر 1995، وهو ما يعادل أكثر من 100 يوم من الجلسات مع 84 شاهدًا أدلى بشهاداتهم في المجمل.:7
تناولت المرحلة الثالثة من الجلسات العامة تنظيم نظام الدم في ذلك الوقت. في هذه المرحلة، التي جرت في تورونتو خلال نوفمبر وديسمبر 1995، عُقدت مناقشات طاولة مستديرة حول القضايا التي تؤثر على نظام الدم؛ أُجريت دراسات حالة بتعاون مع المنظمات الرئيسية في النظام (الصليب الأحمر الكندي، وكالة الدم الكندية، حكومة كندا، جمعية الهيموفيليا الكندية، ورابطة مديري عيادات الهيموفيليا في كندا) لفحص التغييرات التي طرأت على عمليات اتخاذ القرارات لديهم منذ الثمانينيات؛ وقدم ممثلون من المنظمات الرئيسية عرضًا عن نظام الدم الحالي.:7

## التقرير والتداعيات
في عام 1989، قدمت حكومة كندا مساعدات إنسانية بقيمة 120,000 دولار كندي لضحايا الدم الملوث مقابل ضمان بعدم تقديم دعاوى قضائية. في عام 1993، وسعت المقاطعات خطة التعويضات، مقدمة 30,000 دولار سنويًا لجميع من أصيبوا بفيروس الإيدز نتيجة الدم.
في أبريل 1996، اجتمع وزراء الصحة الإقليميين والفيدراليين لبدء إصلاح نظام الدم الكندي، متفقين على أن نظام دم وطني آمن ومتكامل وقابل للمحاسبة وشفاف هو المطلوب.
قدمت لجنة كريفر تقريرها إلى مجلس العموم في 26 نوفمبر 1997. قدرت اللجنة أن 85% من إصابات التهاب الكبد C التي حدثت من عمليات نقل الدم بين 1986 و1990 كان من الممكن الوقاية منها. وخلص كريفر إلى أن الحكومة الكندية فشلت في اتخاذ إجراءات فحص واختبار احترازية لحماية إمدادات الدم في كندا. كما كشفت التحقيقات عن محاولات لتقليص التكاليف، التي دعمت خطط البلازما المدفوعة الربحية؛ والتمويه؛ والتدخلات السياسية الواسعة؛ بالإضافة إلى استيراد دم من متبرعين أمريكيين من الفئات عالية المخاطر بشكل مهمل.
أوصى التقرير بأن يتم إدارة نظام الدم الكندي وفقًا لـ 5 مبادئ:
- الدم مورد عام;
- لا ينبغي دفع المال مقابل التبرع بالدم أو البلازما;
- يجب على كندا جمع ما يكفي من الدم والمكونات لتلبية احتياجاتها الخاصة;
- يجب أن يكون للمواطنين الوصول المجاني والشامل إلى مكونات الدم ومنتجاته;
- أولوية سلامة إمدادات الدم هي الأهم.

بدأ النظام الجديد، خدمات الدم الكندية، عملياته في سبتمبر 1998، ليحل محل وكالة الدم الكندية (التي كانت تُعرف سابقًا باللجنة الكندية للدم)، والتي تم حلها نتيجة للتحقيق. ومع ذلك، لم توافق مقاطعة كيبيك على الانضمام إلى نظام دم وطني. بدلاً من ذلك، أنشأت خدمة موازية خاصة بها على مستوى المقاطعة، هي هيما-كيبك. كانت كلتا الوكالتين تعملان بشكل مستقل عن الحكومة الفيدرالية.
كما قدم التقرير توصيات بشأن التعويضات بدون خطأ للأشخاص الذين تلقوا دمًا ملوثًا. في 27 مارس 1998، عقد وزير الصحة ألان روك مؤتمرًا صحفيًا للإعلان عن تفاصيل حزمة التعويضات الفيدرالية، حيث قدم التعويضات فقط للضحايا الذين أصيبوا بين 1986 و1990.
أدت تداعيات الفضيحة أيضًا إلى إعادة هيكلة مكتب البيولوجيا، القسم التابع لوزارة الصحة الكندية المسؤول عن مراقبة سلامة الدم.
في أبريل 2001، وجدت المحكمة العليا في كندا أن الصليب الأحمر الكندي مذنب بالإهمال لفشله في فحص المتبرعين بالدم بشكل فعال للكشف عن إصابتهم بفيروس الإيدز.
بعد أقل من شهر من صدور تقرير كريفر، أطلقت الشرطة الملكية الكندية تحقيقًا استمر خمس سنوات في كارثة الدم الملوث. في عام 2002، وجهت الشرطة 32 تهمة ضد اثنين من كبار الموظفين الحكوميين في وزارة الصحة الكندية، ورئيس برنامج دم الصليب الأحمر، ونائب رئيس شركة أرمور للصناعات الدوائية، وهي شركة في نيوجيرسي تصنع مركز العامل الثامن لاستخدامه من قبل المصابين بالهيموفيليا. كما تم توجيه التهم ضد الشركة نفسها، وضد جمعية الصليب الأحمر الكندية.
في 30 مايو 2005، اعترف الصليب الأحمر بذنبه في انتهاك قانون تنظيم الأدوية من خلال توزيع دواء ملوث. وتم تغريمه 5,000 دولار، وهي أقصى عقوبة لهذه المخالفة بموجب القانون. تم إسقاط التهم الجنائية.
في 25 يوليو 2006، أعلنت الحكومة الكندية عن حزمة تعويضات تقارب مليار دولار لحوالي 5,500 شخص—"الضحايا المنسيين" الذين أصيبوا بالتهاب الكبد C قبل 1 يناير 1986 وبعد 1 يوليو 1990.
أدت الأزمة والفضيحة اللاحقة إلى مطالب قانونية تقدر بحوالي 10 مليار دولار.